# دیوید کازابلانکا
دیوید کازابلانکا (انگلیسی: David Casablanca؛ زادهٔ ۱۷ فوریهٔ ۱۹۷۷) بازیکن فوتبال اهل اسپانیا است.
از باشگاه‌هایی که در آن بازی کرده‌است می‌توان به باشگاه فوتبال بارسلونا سی، باشگاه فوتبال لوانته، گروه ورزشی شاوش، باشگاه فوتبال بارسلونا بی، و باشگاه فوتبال بارسلونا اشاره کرد.